# Gioacchino Dolci
Gioacchino Dolci (Rome, 8 août 1904 - Pise, 11 mars 1991) était un dessinateur, antifasciste et entrepreneur italien, adhérent du Parti républicain italien et du mouvement Giustizia e Libertà (Justice et Liberté).

## Biographie

### L'enfance dans un orphelinat et l'adhésion à l'idée républicaine
Orphelin de père depuis son enfance, Gioacchino Dolci a fréquenté l'école obligatoire de l'Institut romain de San Michele a Ripa Grande, destiné aux orphelins et aux garçons nécessiteux. Après avoir quitté l'internat (1920), il s'inscrit dans une école du soir, où il obtient un diplôme de dessinateur et, avec cette qualification, après avoir travaillé comme ajusteur de machines et dessinateur, il est employé au cadastre municipal.  
En 1921, Dolci rejoint le groupe de jeunes du parti républicain "Giovanni Bovio", où Vincenzo Baldazzi, entre autres, est membre. Ayant déclaré son opposition au régime, il est nommé secrétaire de la fédération du Latium du Parti républicain et rencontre Francesco Fausto Nitti. Arrêté le 24 janvier 1925, avec d'autres républicains, il est libéré de prison après quelques mois en attendant le jugement définitif, mais perd son emploi public. En décembre de la même année, il émigre illégalement en France, à la frontière de Vintimille, et y reste jusqu'en août 1926, effectuant des travaux subalternes et participant aux réunions de la section parisienne du PCI. Rentré à Rome pour établir des liens avec ses camarades de parti en Italie, il est immédiatement emprisonné à Regina Coeli, dans une cellule étroitement surveillée et, après une série de libérations et d'arrestations répétées, il est assigné à résidence à Ustica puis à Lipari pour une peine de cinq ans.

### L'organisation de l'évasion de Lipari
À Lipari, Dolci se retrouve en compagnie de Francesco Fausto Nitti, d'Emilio Lussu (chef du Partito Sardo d'Azione (Parti d'action sarde)) et de Carlo Rosselli, qui sont également enfermés. Le 17 novembre 1928, une première tentative d'évasion a lieu, mais elle échoue en raison des mauvaises conditions de mer. Ayant purgé une partie de sa peine (4 décembre 1928), Dolci a pu quitter Lipari de manière anticipée et est retourné en France, après avoir franchi la frontière yougoslave à Susak, avec de faux documents. Lorsqu'il arrive à Paris (11 avril 1929), il retrouve Alberto Tarchiani, qui s'est échappé de l'exil, et ensemble, ils entreprennent d'organiser une nouvelle tentative d'évasion des anciens exilés, facilitée par la connaissance personnelle de Dolci de la région.
Dans la nuit du 27 juillet 1929, Carlo Rosselli, Francesco Fausto Nitti et Emilio Lussu, ont nagé jusqu'au bateau avec Dolci à bord, qui était venu les sauver. Le bateau à moteur était piloté par le capitaine de Savone, Italo Oxilia. Cela permet aux fugitifs de rejoindre la Tunisie, puis Marseille et enfin Paris, où ils arrivent le 1er août 1929..

### La fondationGiustizia e Libertà, le survol de Milan et les années d'exil parisien

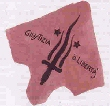
Le symbole de Giustizia e Libertà, conçu par Gioacchino Dolci

Le même mois (août 1929), à Paris, à l'initiative de Rosselli et d'autres exilés, parmi lesquels Gaetano Salvemini, Alberto Tarchiani, Alberto Cianca, Cipriano Facchinetti, Emilio Lussu, Francesco Fausto et Vincenzo Nitti, Raffaele Rossetti et Gioacchino Dolci lui-même, à l'Hôtel du Nord de Champagne, à Montmartre, naît le mouvement Giustizia e Libertà (Justice et Liberté). C'est Dolci lui-même qui a conçu le symbole de l'organisation : une flamme, avec les initiales G et L au milieu. Giustizia e Libertà n'est pas né comme un parti, mais comme un mouvement à tendance républicaine, dans le but de rassembler toutes les formations non communistes qui voulaient lutter et mettre fin au régime fasciste.
Le 11 juillet 1930, Gioacchino Dolci est, avec Giovanni Bassanesi, le protagoniste d'une deuxième entreprise audacieuse, organisée encore une fois par Alberto Tarchiani, avec le soutien de Randolfo Pacciardi, secrétaire de la section républicaine de Lugano. Dans un petit avion piloté par Bassanesi, les deux antifascistes survolent la ville de Milan, en partant de la Suisse (plus précisément de Lodrino, une petite ville du canton du Tessin), et lancent 150 000 tracts de propagande antifasciste. Sur le vol de retour, après avoir laissé Dolci à Lodrino, Bassanesi se rend seul à Zurich, mais au Gothard - en raison du mauvais temps - il s'écrase au sol, se cassant la jambe gauche.
Le succès de l'opération incite un autre antifasciste républicain, Lauro De Bosis, à prendre contact avec Dolci, avant de se lancer dans une aventure similaire mais malheureuse en solitaire à Rome.
En 1934, Dolci prend la direction d'une centrale électrique en Alsace; en 1936, à Paris, il épouse Luigia Nitti, fille de l'ancien Premier ministre Francesco Saverio Nitti. Il s'installe ensuite à Čoka (Yougoslavie) comme directeur de la société française "Franziski Rudinik Stressojievich". De retour à Paris, il perd sa première épouse le 1er janvier 1939.

### La période argentine
Dolci émigre en Argentine au printemps 1939 et entre immédiatement en contact avec des exilés italiens (Ernesto Rossi, Gino Germani) et des antifascistes italo-argentins. Il rejoint notamment le mouvement "Italia Libera", dont il est élu président à plusieurs reprises, aux côtés du groupe de Torcuato Di Tella, de Sigfrido Ciccotti et des frères Tito et Curio Chiaraviglio (neveu, pour ce dernier, de l'ancien Premier ministre Giovanni Giolitti). Ce mouvement exprime des positions en accord avec la Mazzini Society nord-américaine, dont Tarchiani est devenu entre-temps le secrétaire, à savoir la constitution d'un Comité national italien et d'une légion de volontaires contre les nazis-fascistes.
En 1944, à Buenos Aires, Gioacchino Dolci épouse Marcella Chiaraviglio, sœur de Curio et nièce maternelle de Giovanni Giolitti. Après avoir collaboré avec le journal local "Il Corriere degli Italiani", il se consacre à l'entrepreneuriat métallurgique, produisant la première coulée de béryl métallique du pays et construisant des transformateurs électriques pour les industries Di Tella et Chiaraviglio. En 1951, il a lancé une nouvelle entreprise de production d'enregistreurs de voix sur fil d'acier et de changeurs de disques de phonographe.
Il retourne définitivement en Italie en 1961, pour travailler comme chercheur principal dans la société nucléaire AGIP jusqu'à sa retraite. En 1989, il est décoré de la croix de Commandeur de l'Ordre du Mérite de la République italienne.
Il décède à Pise le 11 mars 1991. Il a eu trois enfants.

## Décoration
- - Commandeur de l'Ordre du Mérite de la République - Rome, 4 mars 1989.

- Médaille d'or de la municipalité de Pise - Pise, 25 avril 1988.

## Source
- (it) Cet article est partiellement ou en totalité issu de l’article de Wikipédia en italien intitulé « Gioacchino Dolci » (voir la liste des auteurs).